# Ted Baillieu
Ted Baillieu, właśc. Edward Norman Baillieu (ur. 31 lipca 1953 w Melbourne) – australijski architekt i polityk, członek Liberalnej Partii Australii. Od grudnia 2010 do marca 2013 roku pełnił urząd premiera stanu Wiktoria.

## Życiorys

### Kariera zawodowa
Jego przodkowie wywodzili się z Belgii, jednak przybyli do Australii już w połowie XIX wieku. Ukończył studia architektoniczne na University of Melbourne, a następnie podjął pracę w tym zawodzie. Od 1981 łączył karierę zawodową z działalnością polityczną w szeregach LPA. W 1987 został wiceprzewodniczącym (według terminologii europejskiej, zastępcą sekretarza generalnego) Partii Liberalnej w stanie Wiktoria, zaś w 1994 awansował na przewodniczącego (sekretarza generalnego). W 1998 wszedł do zarządu agencji zajmującej się promocją Wiktorii wśród turystów.

### Kariera polityczna
W 1999 został wybrany do Zgromadzenia Ustawodawczego Wiktorii i trafił do gabinetu cieni LPA. Odpowiadał tam za kwestie szkolnictwa wyższego i kształcenia ustawicznego (1999-2001), hazardu (2000-02) i planowania przestrzennego (2001-06). W 2006 został wybrany na lidera LPA w stanie Wiktoria, co automatycznie oznaczało też objęcie funkcji lidera opozycji w parlamencie stanowym. Pod wodzą Baillieu, LPA przegrała wybory stanowe w 2006 roku, ale zwyciężyła nieznacznie w kolejnym głosowaniu, przeprowadzonym w listopadzie 2010 roku. Pozwoliło to stworzyć jej koalicyjny rząd stanowy wspólnie z Narodową Partią Australii (NPA), w którym Baillieu objął teki premiera oraz ministra sztuki. W 2013 musiał zrezygnować z kierowania rządem stanowym w wyniku ujawnienia kompromitujących nagrań rozmów, jakie prowadził szef jego kancelarii. Nie kandydował w wyborach stanowych w 2014, tym samym przechodząc na polityczną emeryturę.